# Flugplatz Anvik

i7
i11
i13
Der Flugplatz Anvik (IATA-Code: ANV, ICAO-Code: PANV) ist ein öffentlicher Flugplatz, welcher sich 2 km südöstlich von Anvik in der Yukon-Koyukuk Census Area im amerikanischen Bundesstaat Alaska befindet. Er wird durch den Staat betrieben.

## Infrastruktur
Der Flugplatz hat eine Piste auf Kies mit der Bezeichnung 17/35, welche 902 Meter lang und 23 Meter breit ist.

## Fluggesellschaften und Flugziele
Der Flugplatz Anvik (IATA-Code: ANV, ICAO-Code: PANV) wird hauptsächlich von der regionalen Fluggesellschaft Yute Commuter Service bedient. Die derzeit einzige Direktverbindung besteht zwischen Anvik und Aniak (IATA-Code: ANI). Diese Strecke wird regelmäßig bedient und ermöglicht den Bewohnern und Besuchern von Anvik den Anschluss an weitere Destinationen über Aniak. Die Flugzeit für die Strecke Anvik–Aniak beträgt etwa 35 Minuten und überbrückt eine Distanz von rund 76 Kilometern. 
| Fluggesellschaft  | Flugziele |
| ----------------- | --------- |
| Era Alaska        | Grayling  |
| Ryan Air Services | Aniak     |